# Rio das Balsas (vattendrag i Brasilien, Tocantins)
Rio das Balsas är ett vattendrag i Brasilien.   Det ligger i delstaten Tocantins, i den centrala delen av landet, 700 km norr om huvudstaden Brasília.
Omgivningen kring Rio das Balsas är huvudsakligen savann. Området är nästan obefolkat, med mindre än två invånare per kvadratkilometer.